# Hieracium impunctatum
Hieracium impunctatum es una especie de planta con flor del género Hieracium, de la familia Asteraceae, orden Asterales.

## Distribución
Hieracium impunctatum se distribuye por Finlandia.

## Taxonomía
Fue descrita científicamente por Norrl.
Tratamiento taxonómico
La especie aparece registrada y publicada en A.J.Mela, Suom. Kasvio.